# 병점동 지석묘
병점동 지석묘(고인돌)은 대한민국 경기도 화성시 병점동에 있는 청동기 시대의 고인돌이다. 2020년 2월 20일 향토문화재(유형) 제22호로 지정되었다.

## 지정 사유
병점동 지석묘는 구봉산에서 북쪽으로 이어지는 낮은 구릉의 정상부에 입지하였던 것으로 추정되며 인위적인 훼손이 이루어지지 않아 온전히 남아있는 상태이므로 문화재적 지정 가치가 있다.